# Internationale Friedensfahrt 2006

Die 58. Internationale Friedensfahrt (Course de la paix) war ein Straßenradrennen, das vom 13. bis 20. Mai 2006 ausgetragen wurde. Es war die bisher letzte Veranstaltung der Friedensfahrt (Stand 2023).
Die 58. Auflage der Internationalen Friedensfahrt bestand aus 8 Einzeletappen und führte auf einer Gesamtlänge von 1312 km von Linz über Karlovy Vary nach Hannover. Mannschaftssieger war T-Mobile Team ( Deutschland). Der beste Bergfahrer war Seweryn Kohut aus der Mannschaft Hoop CCC-Polsat ( Polen).
Insgesamt waren 133 Fahrer am Start. Bis zu 8 Fahrer pro Team sind erlaubt. Alessio-Bianchi ( Italien) startet mit 6 Fahrern; Formaggi Pinzolo Fiavè ( Italien) startet mit 7 Fahrern. Teilnehmer waren:
| Teams                                         | Teams                                      |
| --------------------------------------------- | ------------------------------------------ |
| Team Milram ( Deutschland)                    | Wiesenhof-Akud ( Deutschland)              |
| Elk Haus-Simplon ( Österreich)                | Naturino-Sapore di Mare ( Italien)         |
| Barloworld ( Vereinigtes Königreich)          | Team Volksbank ( Österreich)               |
| Acqua & Sapone ( Italien)                     | Unibet.com ( Belgien)                      |
| Miche ( Italien)                              | Health Net-Maxxis ( Vereinigte Staaten)    |
| Ceramica Flaminia ( Italien)                  | Action-Uniqa ( Polen)                      |
| AC Sparta Praha ( Tschechien)                 | PSK Whirlpool-Hradec Králové ( Tschechien) |
| ASC Dukla Praha ( Tschechien)                 | Team Lamonta ( Deutschland)                |
| Team Heinz von Heiden-Hannover ( Deutschland) | Team Notebooksbilliger.de ( Deutschland)   |

## Details

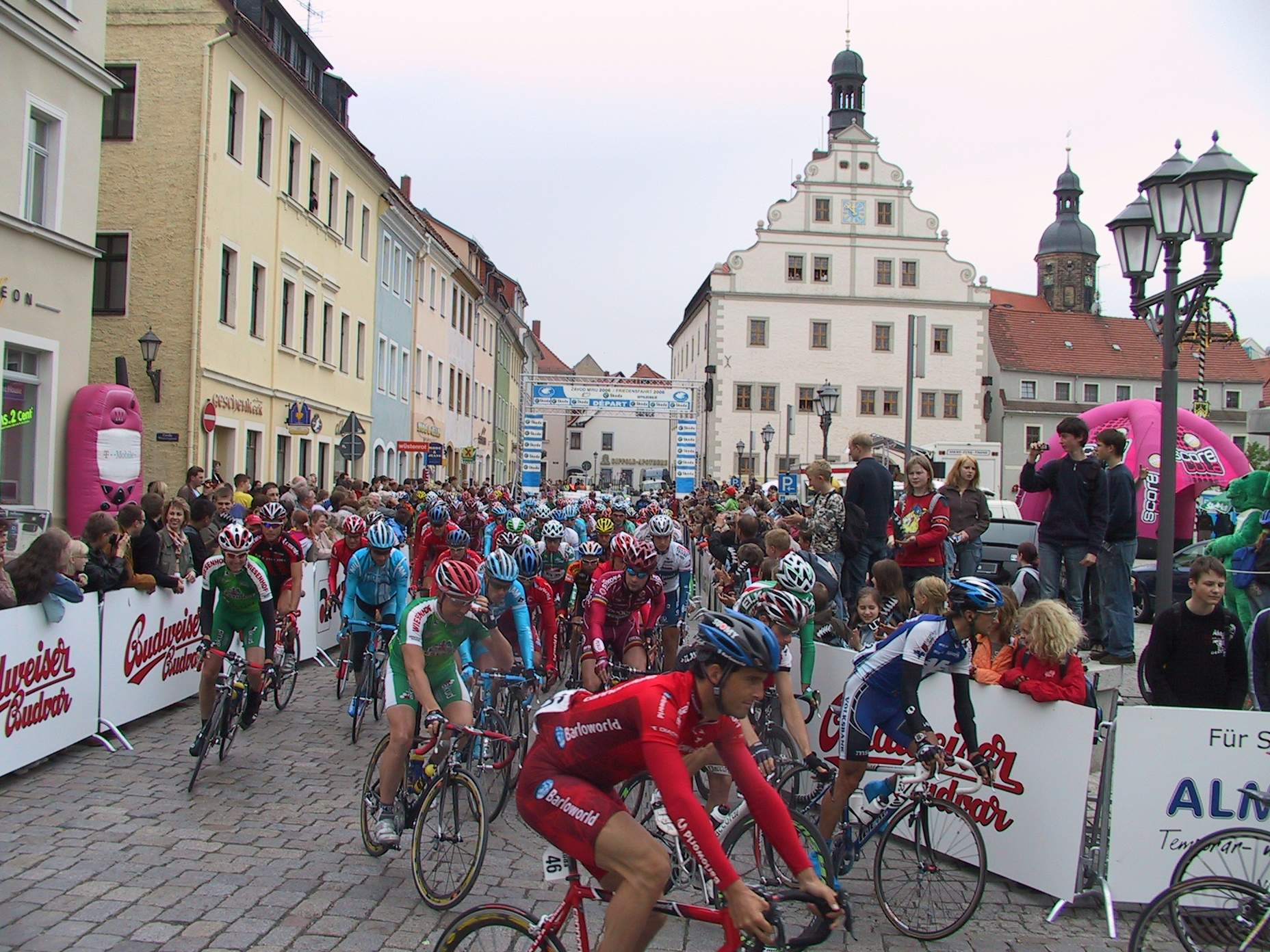
In Dippoldiswalde

| Ergebnis | Ergebnis           | Ergebnis      | Ergebnis                   | Ergebnis |
| -------- | ------------------ | ------------- | -------------------------- | -------- |
| Erster   | Giampaolo Cheula   | ø 41,8 km/std | Barloworld ()              |          |
| Zweiter  | Andrea Tonti       |               | Acqua & Sapone ()          |          |
| Dritter  | Cristian Gasperoni |               | Naturino-Sapore di Mare () |          |

| Etappe     | Start – Ziel             | Etappensieger                     | Etappen- länge | Fahrzeit |
| ---------- | ------------------------ | --------------------------------- | -------------- | -------- |
| 01. Etappe | Linz – Schrems           | Baden Cooke (Unibet.com )         | 145 km         | 3:29:04  |
| 02. Etappe | Schrems – Budweis        | Danilo Hondo (Team Lamonta )      | 177 km         | 4:02:37  |
| 03. Etappe | Beroun – Karlsbad        | Danilo Hondo (Team Lamonta )      | 176 km         | 3:52:27  |
| 04. Etappe | Karlsbad – Teplice       | Marco Serpellini (Unibet.com )    | 176 km         | 4:10:49  |
| 05. Etappe | Bílina – Altenberg       | Kanstanzin Siuzou (A&S )          | 141 km         | 3:39:51  |
| 06. Etappe | Dippoldiswalde – Meerane | Erwin Thijs (Unibet.com )         | 172 km         | 4:21:36  |
| 07. Etappe | Delitzsch – Thale        | Lubor Tesař (Wiesenhof-Akud )     | 193 km         | 5:09:05  |
| 08. Etappe | Wernigerode – Hannover   | Torsten Schmidt (Wiesenhof-Akud ) | 132 km         | 2:43:29  |